# Straße von Korfu
Die Straße von Korfu (griechisch Πορθμός της Κέρκυρας, albanisch Kanali i Korfuzit) ist eine Meerenge zwischen dem nördlichen Ende der griechischen Insel Korfu im Westen und dem albanischen Festland im Osten. Am westlichen Ufer der Straße liegen die Dörfer Agios Stefanos, Kalami und etwas nördlich Kassiopi, über denen sich der Pantokrator erhebt. Ihnen gegenüber liegt auf albanischer Seite das Dorf Ksamil auf einer parallel zur Meerenge verlaufenden Halbinsel, die den Butrintsee vom Meer trennt und deren westlichster Punkt Kepi i Skales heißt. Die Straße von Korfu ist Teil des Ionischen Meers. An der engsten Stelle ist das Meer hier nur ca. 2.050 Meter breit. 
Die Straße von Korfu ist ein wichtiger Schifffahrtsweg, die vor allem von Fähren auf dem Weg zwischen den griechischen Häfen von Kerkyra und Igoumenitsa sowie Italien passiert wird. Quer über die Meerenge besteht keine Fährverbindung. Es verkehren hingegen täglich Boote zwischen den rund 30 Kilometer entfernten Städten Kerkyra im Süden und Saranda im Norden. Die Straße von Korfu liegt vollständig in griechischen und albanischen Hoheitsgewässern, jedoch gilt ein nicht aussetzbares Recht der friedlichen Durchfahrt.

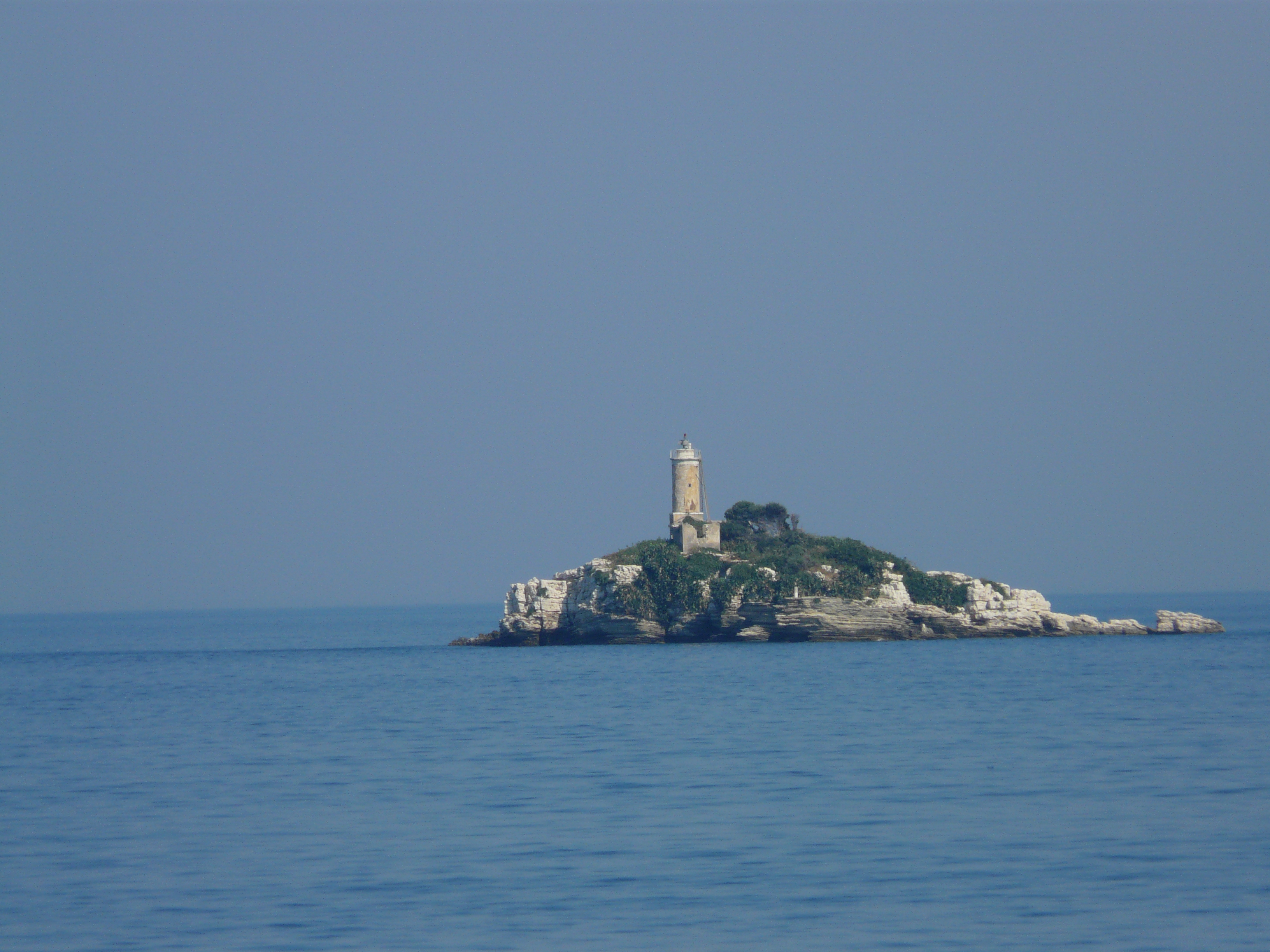
Leuchtturm und Insel Peristeres

Am nördlichen Ausgang der Engstelle liegt der Felsen Peristeres (griechisch Περιστερές). Auf der unbewohnten Insel steht ein 17 Meter hoher Leuchtturm aus dem Jahr 1872. Ein erstes Leuchtfeuer wurde hier 1828 eingerichtet. Schiffe passieren das Inselchen sowohl auf der rund einen Kilometer schmalen Passage zwischen ihr und Korfu wie auch auf der östlichen Seite zum Festland, wo die Passage rund drei Kilometer breit ist, sich aber weitere Untiefen befinden. Im September 2014 kollidierte die Fähre Europalink mit dem Felsen, erreichte aber havariert noch den Hafen von Kerkyra.
Östlich des Felsens Peristeres liegen unmittelbar vor der albanischen Küste die Ksamil-Inseln.
Nach dem Zweiten Weltkrieg war die Straße von Korfu Schnittstelle zwischen West und Ost und einer der ersten Schauplätze des Kalten Kriegs: Der Korfu-Kanal-Zwischenfall war eine Serie von Ereignissen im Jahr 1946, bei denen Schiffe der Royal Navy in diesen Gewässern zu Schaden kamen. Im Mai wurden britische Kriegsschiffe beschossen. Im Oktober liefen britische Kriegsschiffe auf Seeminen auf, wodurch sie schwer beschädigt wurden und 43 Seeleute starben. Die britische Regierung machte Albanien verantwortlich, die Minen gelegt und somit den internationalen Schifffahrtsweg blockiert zu haben. Das dritte Ereignis war eine britische Minenräumaktion im Oktober in albanischen Gewässern, die Proteste Albaniens auslösten. 
Während der kommunistischen Herrschaft versuchten einige Albaner von der Halbinsel bei Ksamil aus schwimmend über die Straße von Korfu nach Griechenland zu fliehen. Es ist nur eine erfolgreiche Flucht dokumentiert. Mehrere Flüchtlinge wurden erschossen, andere ertranken. Die meisten wurden von der Polizei oder dem Sigurimi eingefangen.